# NGC 1361
NGC 1361 is een elliptisch sterrenstelsel in het sterrenbeeld Eridanus. Het hemelobject werd in 1886 ontdekt door de Amerikaanse astronoom Ormond Stone.

## Synoniemen
- PGC 13218
- MCG -1-10-5
- NPM1G -06.0141